# Talbot Hobbs
Sir Joseph John Talbot Hobbs (London, 1864. augusztus 24. – 1938. április 21.) ausztrál építész, első világháborús tábornok, altábornagy.
Tüzérségi parancsnokként szolgált 1915-ben Gallipolinál, majd 1916-tól Franciaországban. A háború után leszerelt és építészként dolgozott Ausztráliában.